# Atari Falcon030
Pour les articles homonymes, voir Falcon.
L'Atari Falcon030 est un ordinateur personnel d'Atari Corporation basé sur le microprocesseur Motorola 68030 et le DSP Motorola 56001.

## Historique
Dernier né de la famille des Atari ST, le Falcon est apparu en France en 1992.
À l'origine deux machines étaient prévues, une version entrée de gamme nommée Falcon 030 basé sur l'architecture de l'Atari ST avec un microprocesseur Motorola 68030 et une version plus évoluée nommée Falcon 040 avec une architecture entièrement nouvelle et un microprocesseur Motorola 68040. Ce modèle ne fut jamais commercialisé même si des prototypes existent.
Le Falcon fut vendu en plusieurs versions, avec 1, 4 ou 14 Mio de mémoire vive, avec ou sans disque dur (version open). La version 4 Mio open était vendue à sa sortie 4 990 francs français sans écran. La version avec disque dur d'une capacité de 80 Mio au format 2"5 est alors la configuration type ; par la suite, des revendeurs ont modifié des Falcon open afin de les vendre avec des disques durs 3"½ issus du monde PC, beaucoup moins chers : c'est ainsi qu'en 1994 sont apparus des versions avec disque dur de 420 Mo. Si le Falcon représentait une réelle nouveauté lorsqu'il a été annoncé en 1992, il arrive trop tard pour concurrencer les compatibles PC, de plus en plus puissants et de moins en moins chers. De plus son évolutivité est limitée et le catalogue de logiciels dédiés était bien maigre à ses débuts — bien qu'à long terme, il ait couvert tous les domaines.
Le Falcon 030 est le dernier ordinateur conçu par Atari. Après l'abandon de sa production par l'entreprise, la branche C-Lab de l'entreprise Emagic (en) sort quelque temps des Falcon sous la dénomination Falcon Mark I, Falcon Mark II avec des entrées/sorties son améliorées et Falcon MKX dans un boîtier rack dédié aux musiciens professionnels.

## Évolutions
Malgré son évolutivité limitée, le Falcon a bénéficié (et bénéficie encore) de nombreuses extensions et améliorations apportées par des sociétés et des passionnés.
Dans la catégorie des extensions externes, il y a eu entre autres des extensions de résolutions graphiques (Screen Blaster, BlowUp...) qui se branchent sur la prise moniteur et qui augmentent la fréquence du circuit vidéo (le Videl) afin de bénéficier de meilleures résolutions en mode VGA (800×600, 1024×768 et même plus), il y a aussi eu des interfaces sonores professionnelles qui se branchent sur le port DSP et permettent d'avoir plusieurs entrées/sorties sonores de haute qualité ainsi que des interfaces numériques SPDIF ou ADAT. Depuis le début du millénaire, de nouvelles interfaces ont vu le jour pour s'adapter aux technologies modernes (cartes réseau, USB, souris et clavier PC). Ce sont notamment les cartes EtherNEC (interface + carte réseau Ethernet compatible sur port ISA vendu aux alentours de 60 livres sterling et se branchant sur le port cartouche de la gamme des ordinateurs Atari ST), l'interface NETUS-Bee (combinaison d'une carte EtherNEC et de ports USB se branchant sur le port cartouche), et la carte Eiffel permettant de brancher toutes les souris et claviers du monde PC (port mini-DIN dit "PS/2").
Dans la catégorie des extensions internes, outre les extensions mémoires qui permettent d'utiliser des barrettes SIMMs du monde PC, les améliorations les plus courantes consistent à « surfréquencer » la fréquence du système qui peut passer de 32 MHz à 40 voire 50 MHz (normalement le processeur est cadencé à la moitié de la fréquence système) ainsi que le DSP et le Videl qui peuvent tourner à 50 MHz (carte Centurbo I par exemple). Il y a aussi des cartes qui utilisent le connecteur d'extension du Falcon pour utiliser de la mémoire plus rapide ou carrément remplacer le processeur (carte CT60 ou CT63 avec un microprocesseur Motorola 68060 à 66 MHz ou 100 MHz et SDRAM), d'autres cartes proposent une interface PCI afin de connecter une carte graphique PCI.

## CT60/CTCPI
L'évolution majeure est la carte CT60 à 95 MHz qui apporte la puissance d'un Motorola 68060. On s'affranchit également de la lenteur de la ST Ram en utilisant un module de SDRAM cadencé à la fréquence du processeur. Ce module est vu par le système comme une TT Ram : c'est-à-dire une mémoire accessible en 32 bits et en Burst par le processeur mais aussi d'autres cartes comme la SuperVidel, carte graphique spécialement conçue pour le couple Falcon/CT60. Nombreux sont les logiciels qui acceptent cette mémoire, qui permet à leur vitesse d'exécution d'être multipliée par 20 à 30 par rapport au Falcon de base.
Lorsque la CT60 est couplée à une CTPCI, quatre ports d'extension s'offrent à l'utilisateur. Dans le domaine graphique, la carte ATI Radeon donne accès à des résolutions inaccessibles sur Falcon jusque-là (1600 x 1200), sans aucun ralentissement du système.
Le système CT60/CTPCI est entièrement débrayable par un switch et permet de revenir au mode 68030 en particulier pour les jeux.

## Aspects techniques
Le cœur du système est le microprocesseur Motorola 68030 cadencé ici à 16 MHz. Il développe environ  3,75 MIPS. Contrairement à ce que laissait entendre la brochure de l'époque, le Falcon n'est pas un véritable ordinateur 32 bits, même si le processeur est un véritable 32 bits (données et programmes), il succède à la famille des Atari ST et il en reprend l'architecture à savoir un bus de données 16 bits et un bus d'adresses de 24 bits. D'ailleurs le connecteur d'extension est un bus 68000 et non 68030. Seul le processeur vidéo, le Videl, est interfacé en 32 bits avec la mémoire vive. Les performances s'en ressentent, il est impossible de bénéficier du mode burst du 68030 et son maigre cache de 2×256 octets ne suffit pas à pallier ces déficiences.
Heureusement le microprocesseur est épaulé par un DSP Motorola 56001 cadencé à 32 MHz et qui développe pas moins de 16 MIPS. Bien qu'il soit orienté vers le traitement du son (il est directement relié à la mémoire vive et au codec via une matrice d'interconnexion) il est aussi capable de prouesses dans les domaines graphiques (calcul de fractales, déformations, projections 3D, décompression JPEG...). Il est même capable conjointement avec le 68030 de jouer des fichiers MP3 en temps réel (logiciels FalcAmp ou Aniplayer) en 16 bits à 49.1 kHz, ce qui est une performance pour une machine de 1992.
Une autre innovation (pour l'époque) est le Videl. Les possibilités offertes par ce processeur vidéo ne sont limitées que par sa fréquence (25/32 MHz de base et pouvant monter à 50 MHz avec un accélérateur hardware) et la lenteur de la mémoire vive car la mémoire graphique est partagée avec la mémoire du système ce qui peut dégrader les performances de manière importante lors de l'utilisation de résolutions élevées. Les paramètres sont nombreux, chaque timing d'une ligne vidéo (début, fin, nombre de pixels...) est réglable, l'image peut-être entrelacée ou non et la fréquence verticale peut descendre à 50 Hz en entrelacé permettant un affichage sur TV. Le nombre de couleurs aussi est ajustable et fonctionne en bitplane c'est-à-dire que les bits composant chaque couleur sont organisés par plan dans un souci de compatibilité avec la génération précédente mais ce mode est assez complexe à gérer. Il existe aussi un mode true color 16 bits (vraies couleurs) où les niveaux de rouge, vert et bleu sont directement écrits dans les pixels permettant d'afficher 65536 couleurs simultanément. Ce mode est plus simple à gérer mais plus gourmand en ressources.
L'autre nouveauté chez Atari c'est l'adoption de l'IDE en plus du SCSI pour la gestion de disques durs et lecteurs CD-ROM. Cela a permis de connecter des disques bon marché et par la suite des lecteurs de CD-ROM, les périphériques SCSI restant relativement chers. Cependant le connecteur IDE est interne et oblige donc à changer de boîtier dès que l'on veut connecter deux disques durs ou un lecteur de CD-ROM. L'autre inconvénient est qu'un disque IDE utilise le processeur, comme sur PC en mode PIO, contrairement à un disque SCSI qui peut accéder directement à la mémoire vive (DMA).

## Spécifications
- Processeurs : Motorola 68030 à 16 MHz, DSP Motorola 56001 à 32 MHz
- Coprocesseur mathématique : Motorola 68882 à 16 MHz en option
- Mémoire : 1, 4 ou 14 Mio de mémoire vive, 512 Kio de mémoire morte
- Graphisme : résolutions standard 320×200 à 768×480 en 2, 4, 16, 256 couleurs + mode Near True Color 16 bits + Overscan + Overlay + accélérateur graphique BLiTTER à 16 MHz
- Son : Stéréo numérique 16 bits 50 kHz en entrée comme en sortie sur 8 canaux PCM/DMA + 3 canaux PSG
- Système d'exploitation : TOS 4.0x et GEM en ROM, MultiTOS sur disquette
- Stockage : disque dur 2"½ IDE en option, lecteur de disquette 3"½ haute densité
- Interfaces : 1 entrée micro, 1 sortie casque, sortie vidéo VGA/TV, sortie vidéo HF, prises MIDI, 1 port parallèle Centronics, 1 port série RS232, 1 port série « LAN » RS422, 1 connecteur DSP, 1 port cartouche, 1 prise souris, 1 prise joystick, 2 prises joystick analogiques, 1 prise SCSI2, 1 connecteur IDE (interne).

## Émulation
- Le logiciel Hatari est capable d'émuler un Atari Falcon sur des systèmes d'exploitation variés, grâce à l'usage de la bibliothèque SDL[3]. Cependant son émulation est encore jeune et bien plus compliquée par rapport au ST, c'est pourquoi la compatibilité et la partie audio sont encore en retrait par rapport à son ancêtre.
- Le logiciel de virtualisation ARAnyM émule de façon générique le matériel Atari et une partie des fonctionnalités du Falcon[4].